# Willie Naughton
Willie Naughton (Catrine, 20 marzo 1962) è un ex calciatore scozzese, di ruolo centrocampista.

## Carriera
Ha giocato nella seconda divisione inglese con il Preston N.E..